# هنرهای تزئینی

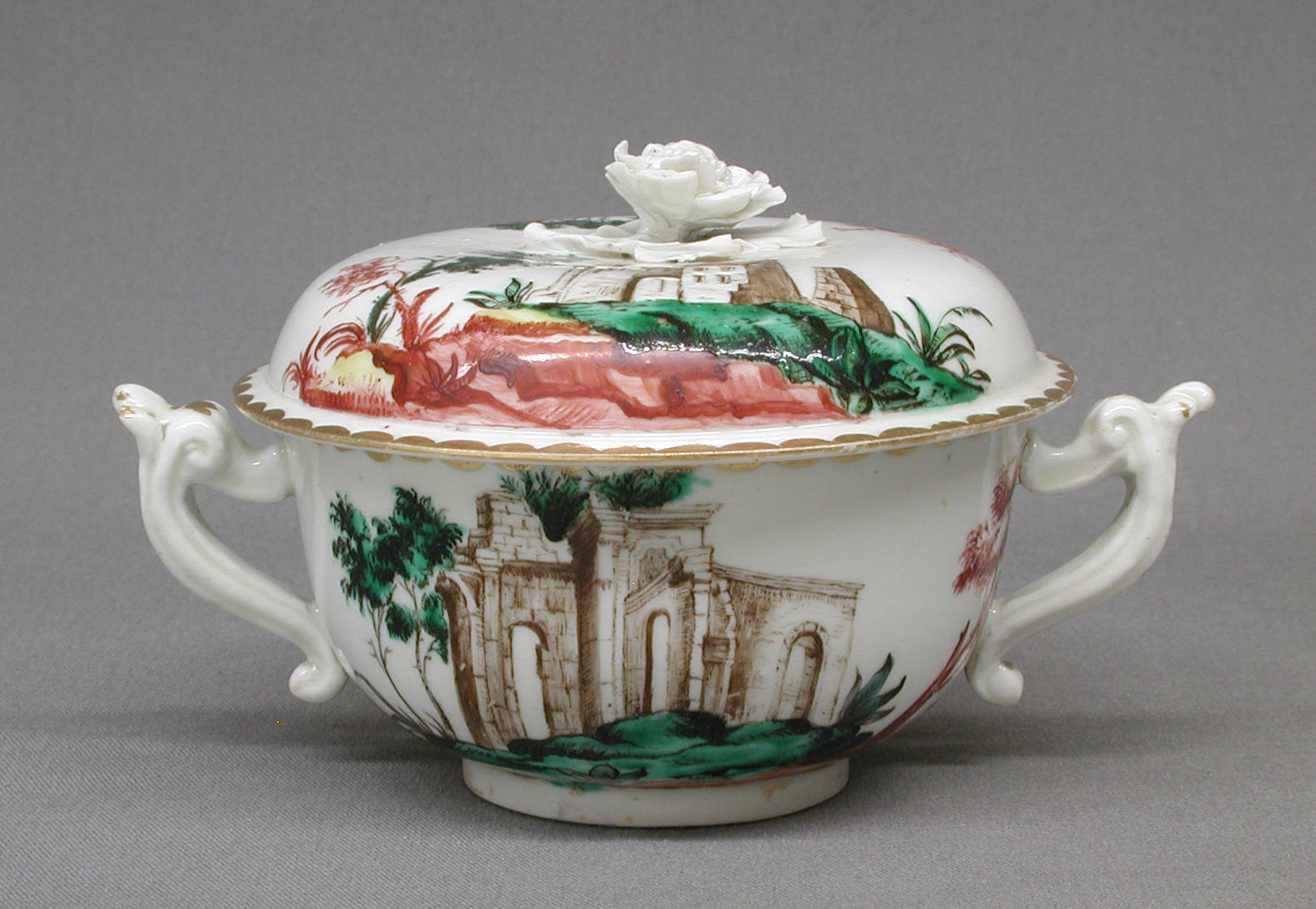
چینی له نُوه، کاسه با لعاب، ۷۰–۱۷۶۵ میلادی، نقاشی تصویر یک مخروبه، چینی خمیر-نرم

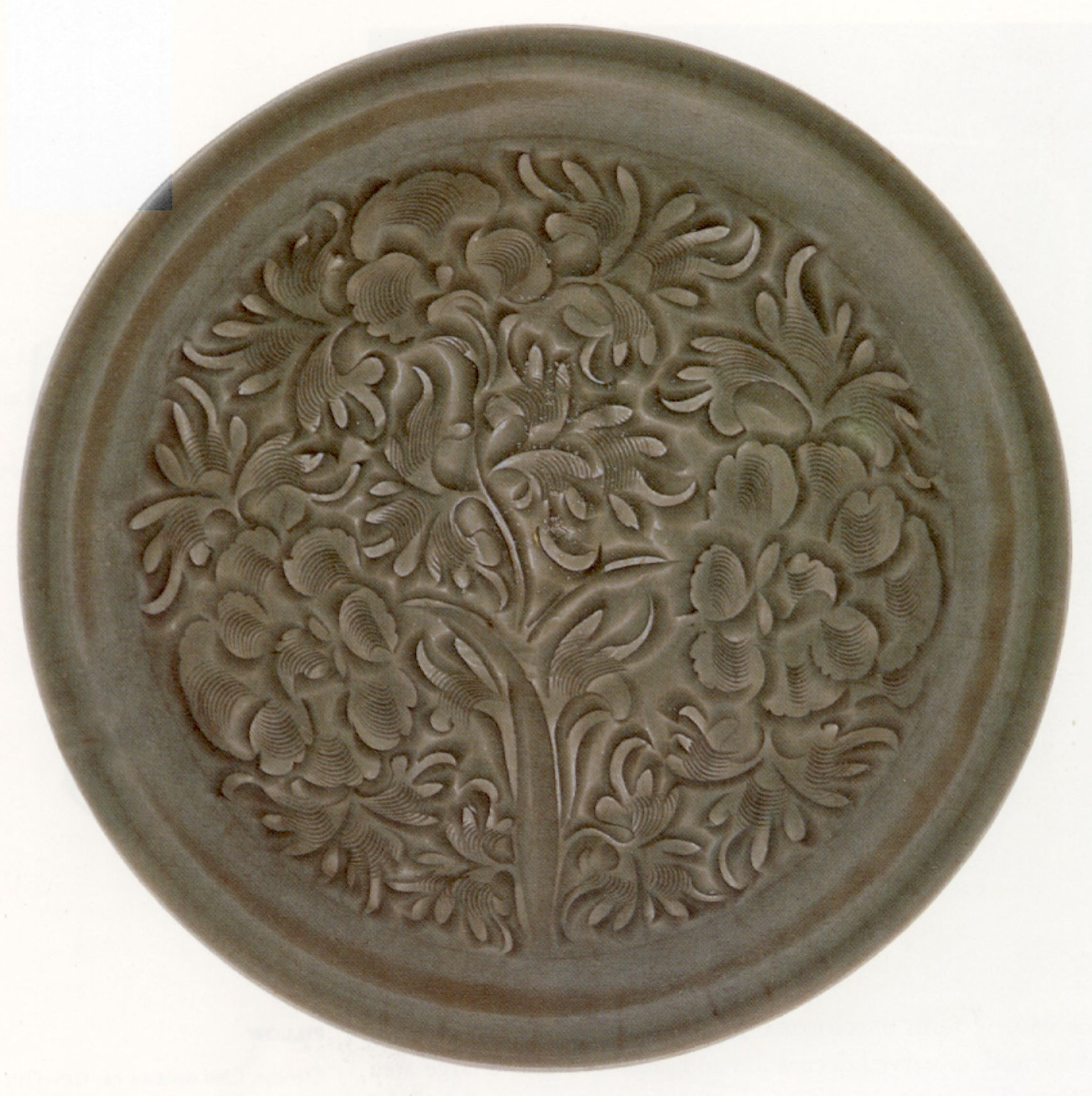
ظرفی از چین، مربوط به سده‌های ۱۱ و ۱۲ میلادی، نمونه‌ای از هنر تزئینی

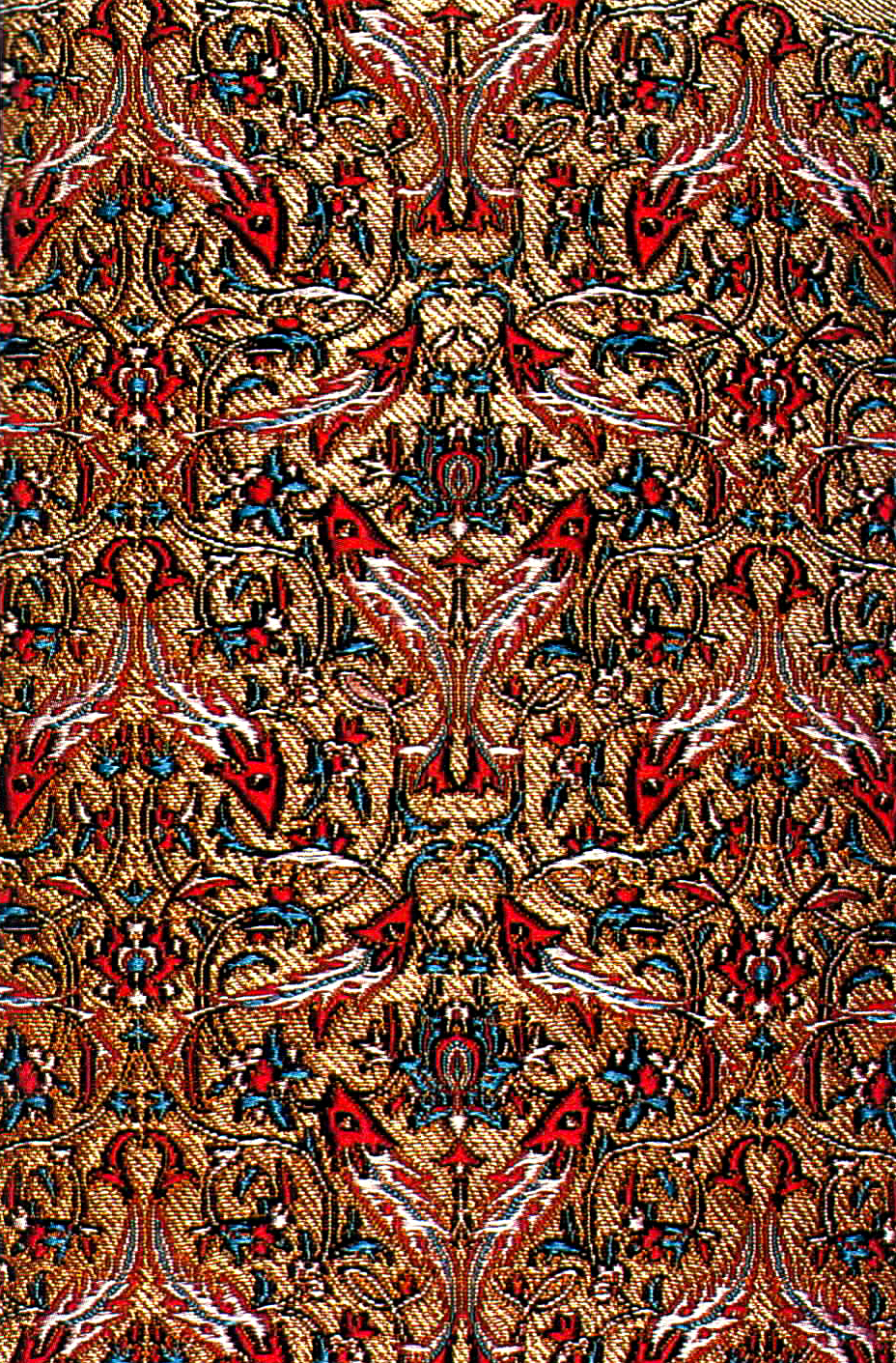
پارچه زربفت برجسته ابریشمی. نقشه و طرح: ماهی همراه با گل شاه عباسی. ۱۳۵۴ خورشیدی

هنرهای تزئینی عبارتی جاافتاده برای شماری از هنرها و صنعت‌ها برای ساخت آثار زینتی یا کاربردی است که دامنهٔ وسیعی از مواد از جمله سرامیک، چوب، شیشه، فلز، منسوجات و غیره را شامل می‌شوند. این حوزه سرامیک‌ها (سفالینه‌ها، ظروف چینی، و غیره)، شیشه‌آلات، مبلمان، اثاث خانه، و طراحی داخلی (اما معمولاً نه معماری) را شامل می‌شود.
هنرهای تزئینی معمولاً در مقابل هنرهای زیبا، شامل نقاشی، عکاسی، و مجسمه‌های بزرگ که هیچ کاربردی به جز نگاه شدن ندارند، قرار داده می‌شود. برخی میان هنرهای تزئینی و هنرهای زیبا بر پایهٔ کاربرد، هدف تعیین‌شده، اهمیت، جایگاه منحصربه‌فرد اثر، یا تک هنرمندی بودنشان تمایز قائل می‌شوند. آثار هنرهای تزئینی، یا اثاث خانه، می‌توانند ثابت باشند (برای نمونه، کاغذدیواری)، یا متحرک باشند (مانند، آباژور). هنر کاربردی، هنر تزئینی را شامل می‌شود اما بعلاوه، طراحی گرافیک و دیگر رده‌ها همچون طراحی صنعتی (که ممکن است با هنرهای تزئینی تلاقی پیدا کند) را هم در بر می‌گیرد. به طور کلی عبارت هنرهای تزئینی چندان برای آثار معاصر که «طراحی» خوانده می‌شوند، به کار نمی‌رود. در تاریخ هنر، عبارت هنرهای فرعی اغلب برای هنرهای تزئینی استفاده می‌شده است.